# Clasmatodon parvulus
Clasmatodon parvulus är en bladmossart som beskrevs av Sullivant in A. Gray 1856. Clasmatodon parvulus ingår i släktet Clasmatodon och familjen Fabroniaceae. Inga underarter finns listade i Catalogue of Life.